# Ямасита, Тору
Тору Ямасита (яп. 山下 亨 Ямасита То:ру) — родился 7 декабря 1988 года в городе Осака, больше известен под именем Тору, гитарист и лидер японской рок — группы ONE OK ROCK.
Был участником хип-хоп группы HEADS вместе с Рётой из ONE OK ROCK до того, как группа распалась в 2002 году.

## Личная жизнь
Тору родился в городе Осака, Япония, затем переехал в Токио. Есть старший брат (старше на 6 лет). Рёта Кохама, бас-гитарист группы ONE OK ROCK, его друг детства. Они познакомились в танцевальном классе, когда учились в младшей школе. Двумя годами позже Тору и Рёта с двумя другими ребятами, Кохеем и Такуей, объединяются в танцевальную хип-хоп группу HEADS. Они активно принимали участие в танцевальных соревнованиях в 90-е годы, а на выходных ездили выступать в Токио.
28 декабря 2021 года публично объявил, что женился на Ая Омаса(大政絢).

## Карьера
HEADS дебютировали с синглами «screeeem!» в июле 2000 года и с последующим «Gooood or Bad!» в ноябре, спродюсированными для Amuse, Inc. Группа выступала каждые выходные в Осаке в районе Кёбаси и в Токио в районе Акихабара, районах известных местами для шопинга и развлечениями.
Группа распалась в 2002 году, а в 2003 они решили сделать паузу и заняться улучшением своих способностей. Позже они объединились в новую группу из 7-ми мемберов под названием GROUND 0.
В 2005 году Тору снимался в главной роли в ТВ-сериале Shibuya Fifteen. Также сыграл роль старшеклассника Камео в сериале Kamen Rider Hibiki. В том же году он пригласил Рёту, Алекса, что учился на год старше, и его друга Юу Коянаги создать рок-группу. Впоследствии Тору стал лидером группы, позже названной ONE OK ROCK. Он встретил Такахиро Мориути когда тот репетировал со своей предыдущей группой и настоял, чтобы тот присоединился к ONE OK ROCK, несмотря на многократные отказы.
На момент, когда в группе было 5 мемберов, Тору был на позиции ритм-гитары и вокала. После ухода Алекса занял его место ведущей гитары, нового гитариста они искать не стали. На ранних этапах творчества читал рэп (Yume Yume, Keep it real) и играл на губной гармонике (Moshimo Taiyou ga Nakunatte Toshitara), автор лирики.
В 2019 году стал продюсером дебютного сингла «inside you» японской певицы milet.
Сильное влияние на него оказали такие исполнители, как RIZE, Foo Fighters, The Smashing Pumpkins, Enter Shikari, Linkin Park, Good Charlotte, Sleeping with Sirens, Nirvana, The Used, Аврил Лавин и Biffy Clyro.

## Оборудование
Ранее Тору часто использовал вариации гитар Gibson Les Paul и Fender в ONE OK ROCK. В последнее время он использует гитары PRS (Paul Reed Smith Guitars). Первая гитара — Gibson Les Paul Standard Black, затем приобрёл Les Paul Custom Alpine White в 2009 году. Четыре года спустя эта гитара была подписана мемберами группы Fall Out Boy на передней стороне и Аврил Лавин на задней.
Используемые гитары:
- Paul Reed Smith | Custom22 20th Anniversary
- Paul Reed Smith | Angelus Cutaway
- Paul Reed Smith | SCJ Thinline MaCarty
- Paul Reed Smith | Custom24
- Paul Reed Smith | Original TTR
- Paul Reed Smith | McCarty Singlecut 594 Private Stock
- Paul Reed Smith | Artist Package McCarty
- Paul Reed Smith | Limited Edition

Ранее используемые:
- Paul Reed Smith | Custom24 10-top
- Paul Reed Smith | Custom24 30th Anniversary
- Paul Reed Smith | McCarty
- Paul Reed Smith | Silver Sky
- Paul Reed Smith | S2 Custom24 Egypitan Gold
- Gibson Les Paul Standard Black
- Gibson Les Paul Custom Alpine White
- Fender Stratocaster
- Fender Jazzmaster

## Участие в жизни группы
Помимо игры на гитаре, можно выделить песни, для которых Тору делал арранжировку, писал музыку/лирику или пел (читал рэп):
| Вид участия  | Название песни |
| ------------ | --- |
| Арранжировка | Coda, Introduction〜Where idiot should go〜. |
| Композитор   | 100 % (hundred percent), Borderline, Clock Strikes, Coda, Crazy Botch, Ending Story, Introduction〜Where idiot should go, Liar, Living Dolls, LOST AND FOUND, Melody Lineの死亡率 , Mr.Gendai Speaker, NO SCARED, Shake it down, Smiling down, Suddenly, Yes I am, Adult Suit, Answer Is Near, Kemuri, yume yume, Sonzai shoumei, Hitsuzen Maker, Koi no aibou kokoro no cupido, Mikansei Koukyoukyoku, Ketsuraku Automation. |
| Лирика       | Borderline, Living Dolls, Lujo, Melody Lineの死亡率, Yes I am, Kemuri, yume yume, Koi no aibou kokoro no cupido. |
| Вокал        | Pieces of Me, yume yume, Keep it real. |
| Гармоника    | Moshimo Taiyou ga Nakunatte Toshitara. |